# Pushin' Too Hard
Singles de The Seeds
Can't Seem to Make You Mine
(1965) Mr. Farmer
(1967)
Pushin' Too Hard, initialement intitulé You're Pushing Too Hard, est une chanson du groupe de garage rock américain The Seeds, écrite par le chanteur Sky Saxon et produite par Saxon avec Marcus Tybalt. Sortie single en 1965, elle est rééditée l'année suivante et culmine au no 36 du Billboard Hot 100 en février 1967 et au no 44 au Canada en mars.
Ce titre devient la chanson signature du groupe et un modèle pour leur style musical – à tel point que le magazine Creem écrit plus tard, sans désapprobation, que « les Seeds, bien sûr, ont réussi à intégrer Pushin' Too Hard dans chaque chanson qu'ils ont jamais créée ». Elle est incluse en 1972 dans l'influente compilation Nuggets et acquiert une réputation de « classique du protopunk garage rock ». Elle fait partie des « 500 chansons qui ont façonné le rock and roll » selon le Rock and Roll Hall of Fame. Les Seeds interprètent Pushin' Too Hard lors d'un épisode de 1968 de la sitcom télévisée The Mothers-in-Law. Sky Saxon revisite la chanson sur son album solo de 2008 The King of Garage Rock.

## Composition
Sky Saxon écrit Pushin' Too Hard alors qu'il est assis sur le siège avant d'une voiture en attendant que sa petite amie finisse ses courses dans un supermarché,. Les paroles peuvent être interprétées du point de vue du protagoniste mettant en garde sa petite amie contre une tentative de le contrôler ou comme une diatribe contre la société dans son ensemble. La chanson contient deux accords qui alternent tout au long, ainsi que des pauses instrumentales comprenant un solo de piano électrique – joué par Daryl Hooper – et un solo de guitare joué par Jan Savage.
Les Seeds enregistrent la chanson le 14 septembre 1965 chez United Western Recorders à Hollywood, Los Angeles. Saxon produit la chanson tandis qu'Harvey Sharpe assure la basse. La chanson ne nécessite que deux prises pour être complétée, le master étant élaboré à partir d'un montage de la seconde.

## Parution
The Seeds sortent You're Pushing Too Hard en single en novembre 1965,. Bien que la chanson passe au départ inaperçue, un disc jockey de Los Angeles commence à la programmer abondamment après la sortie du premier album éponyme du groupe en avril 1966. Le titre étant devenu, entre temps, Pushin' Too Hard, un nouveau single est édité en juillet 1966 et la chanson fait ses débuts dans le palmarès Billboard Hot 100 en décembre,,. Elle  culmine au no 36 en février reste 11 semaines dans ce classement,.
Certaines stations de radio interdisent la diffusion de la chanson, estimant que le titre traite de vente de drogue. WLS n'est apparemment pas d'accord, car le disque atteint le no 1 au cours de sa 10e semaine de présence sur la playlist du Silver Dollar Survey le 17 février 1967, tout comme la station rivale WCFL, où le disque atteint le no 2 du Sound Ten Survey le 9 février 1967.

## Héritage

### Réception critique
Richie Unterberger d'AllMusic écrit que Pushin' Too Hard est l'une des chansons les plus couramment citées lorsque les gens tentent de célébrer ou de dénigrer le garage rock des années 1960. La chanson est incluse en 1972 dans Nuggets: Original Artyfacts from the First Psychedelic Era, 1965-1968, une compilation de singles de garage rock et de rock psychédélique américains qui contribue à influencer le développement du punk rock des années 1970,. En 1994, l'équipe de conservateurs du Rock and Roll Hall of Fame, ainsi que des critiques et des historiens du rock, sélectionnent Pushin' Too Hard dans le cadre d'une exposition présentant « les 500 chansons qui ont façonné le rock and roll ». Dave Marsh intègre la chanson dans son livre de 1989, The Heart of Rock & Soul: The 1001 Greatest Singles Ever Made. En 2003, un numéro spécial du magazine Q, intitulé « 1001 Best Songs Ever », classe Pushin' Too Hard au no 486. La chanson est classée 16e sur la liste de 2014 des « 50 meilleures chansons garage rock de tous les temps » du magazine Paste.

### Apparitions au cinéma et à la télévision
The Seeds interprètent Pushin' Too Hard dans un épisode de 1968 de la sitcom The Mothers-in-Law, apparaissant comme le groupe fictif The Warts. La chanson figure sur les bandes originales des films Air America (1990), 976-Evil II (1992), Wild America (1997) et Easy Rider (2004 ; édition augmentée). Dans l'épisode no 16 de la saison 2 de Lost intitulé Toute la vérité, Jack Shephard et John Locke écoutent la chanson pendant qu'Ana-Lucia Cortez interroge Henry. La chanson figure dans une publicité Nike de 2012 baptisée « Game on, World » qui rend hommage aux jeux vidéo classiques.
Pushin' Too Hard est également présente dans les films Getting Wasted (1980), Doin' Time on Planet Earth (1988), Une pause, quatre soupirs (1993), Riding the Bullet (2004) et Un secret pour tous (2005).

### Autres versions
Le groupe The Sonics interprète la chanson en 1966 lors d'un concert enregistré à Salem dans l'Oregon, publié en 1986 sur l'album Live Fanz Only. Le groupe de rock expérimental Pere Ubu inclus une version live de la chanson, enregistrée en 1975, dans son coffret de 1996 Datapanik in Year Zero. Une version live de 1978 du groupe power pop The Rubinoos apparaît sur leur compilation de 2007 Everything You Always Wanted to Know About the Rubinoos. Le groupe australien The Hitmen joue la chanson sur sa compilation Dancin' Time '78-'79. Le chanteur disco Paul Parker sort une reprise de Pushin' Too Hard en face B de son single Right On Target de 1982.
En 2001, le trio italien Zu et Eugene Chadbourne reprennent Pushin' Too Hard dans leur album Motorhellington. The Bangles interprètent Pushin' Too Hard pour leur DVD live de 2007 Return to Bangleonia - Live in Concert. Sky "Sunlight" Saxon réenregistre la chanson sur son album de 2008 The King of Garage Rock.  The Vibrators l'enregistre pour son album Garage Punk en 2009. Nick Waterhouse la chante dans son album de 2020 Live At Pappy & Harriet's: In Person From The High Desert.
Plusieurs artistes intègrent la chanson à leur répertoire lors de leurs tournées, parmi lesqueles on peut citer Patti Smith, Lenny Kaye, The Standells, Blues Magoos ou The Radiators. The Beach Boys, Redd Kross, Peter Buck et Hoodoo Gurus l'interprètent également le temps d'un concert.
The Residents parodient la chanson sur leur album The Third Reich 'n' Roll en 1976. Frank Zappa parodie le refrain de Pushin' Too Hard dans sa chanson Sy Borg sur son album d'opéra rock de 1979 Joe's Garage. 
La chanteuse brésilienne Wanderléa du programme Jovem Guarda enregistre, en 1967, une version intitulée Vou lhe Contar, avec des paroles en portugais écrites par Rossini Pinto.

## Liste des pistes
| 1. | (You're) Pushin' Too Hard | Sky Saxon           | 2:38 |
| 2. | Out of the Question       | Saxon, Russ Serpent | 2:15 |

| 1. | Pushin' Too Hard  | Saxon | 2:38 |
| 2. | Try to Understand | Saxon | 2:53 |

## Personnel
- Sky Saxon – chant principal
- Rick Andridge – batterie
- Darryl Hooper – claviers
- Jan Savage – guitares
- Harvey Sharpe – guitare basse

## Classements
| Palmarès (1967)                    | Meilleure position |
| ---------------------------------- | ------------------ |
| Canada - RPM - RPM 100             | 44                 |
| États-Unis - Billboard - Hot 100 , | 36                 |
| États-Unis - Cash Box - Top 100    | 40                 |